# 東平里 (臺中市)
東平里，是臺灣臺中市太平區所轄的里。面積0.4136平方公里，人口4897人。與豐年里、東和里、永平里、中興里相鄰。

## 里名由來
因位在大平大字的最東側而得名，而命名為「東平」。

## 歷史沿革
東平里於清代時隸屬藍興堡太平莊；明治35年（1902年）時，改隸臺中廳大平區太平庄，至大正9年（1920年）則隨行政區調整，隸屬大屯郡太平庄大平大字。二次大戰結束後，國民政府接收臺灣，原先大平大字範圍被劃歸為太平村、中平村與東平村，隸屬臺中縣太平鄉；民國69年（1980年）9月，行政區再次調整，東平村劃出南半部歸中興村管轄；民國85年（1996年）8月1日，隨太平鄉升格為縣轄市太平市，東平村改制為東平里。民國94年（2005年）8月，行政區再次調整，東平里劃出東半部歸東和里和成功里和管轄，範圍就此底定至今。

### 書籍
- 國立臺灣師範大學地理學系，《臺灣地名辭書》卷十二《臺中縣》第二冊，國史館臺灣文獻館。ISBN 9789860105742

## 外部連結
- 臺中市太平區公所 （页面存档备份，存于）